# Nourriture pour chien
 (juin 2022).

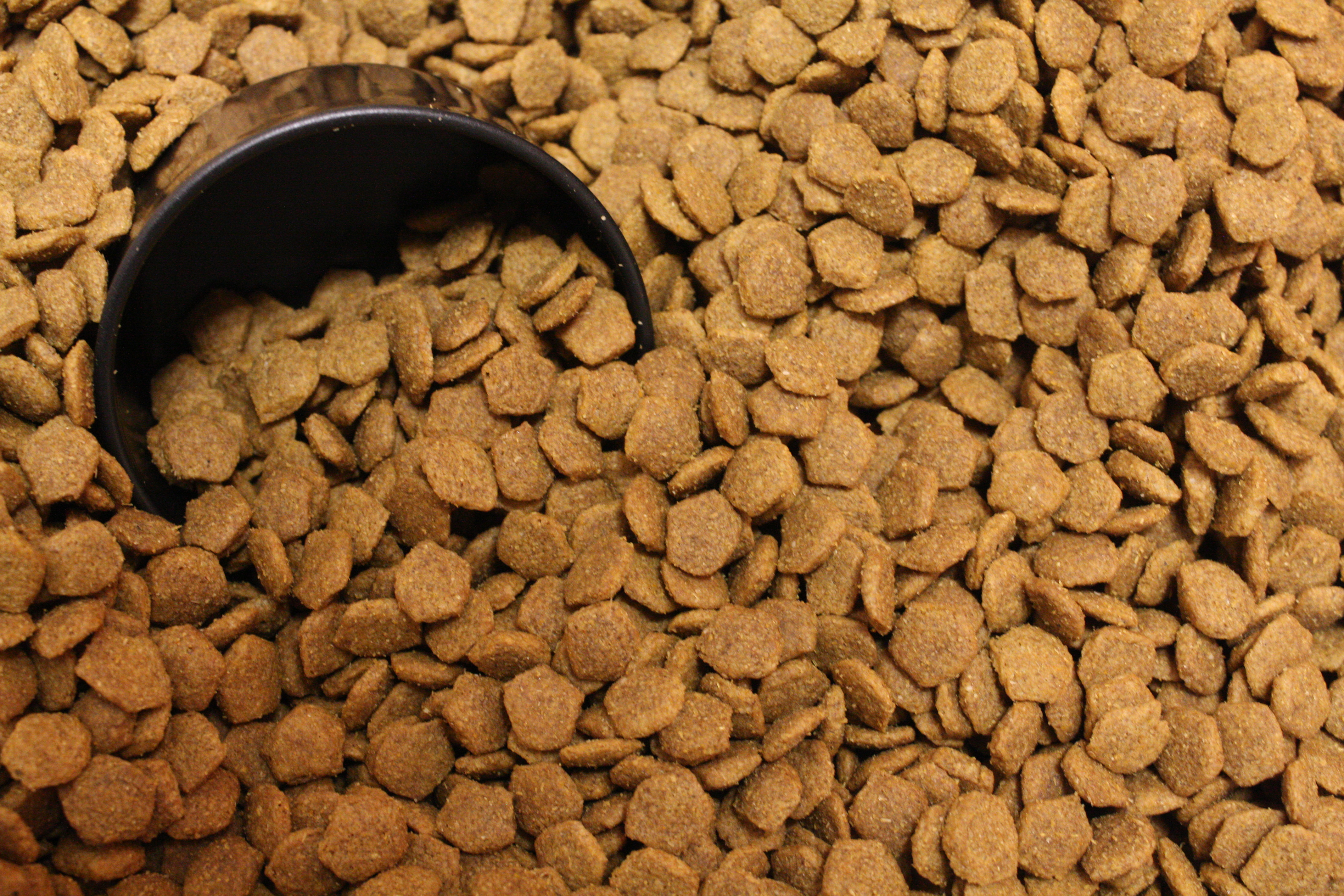
Les croquettes pour chien sont des aliments secs.

L'expression nourriture pour chien désigne tous les types d'aliments ou de mélanges destinés à la nutrition des chiens, afin de répondre à leurs besoins spécifiques.

## Types

### Format
Quand ils sont d'origine industrielle, ces aliments peuvent se présenter sous forme sèche (croquettes) ou sous forme humide (pâtée).
Les croquettes sont faciles à stocker et utiliser, mais il leur est reproché un étiquetage souvent incomplet ; le taux précis de glucides n'y figure pas, alors que les glucides (et fréquemment le gluten) sont utilisés comme agent texturant à des doses très élevées, doses atteignant généralement 40 % et dépassant parfois 50 %.
Dans le cas de la ration ménagère, les propriétaires réalisent eux-mêmes la nourriture de leur chien, comme par exemple dans le cas du régime BARF.

### Régimes spécifiques

#### Alimentation sans protéine animale
Des études contradictoires existent sur la pertinence d'une alimentation végétarienne ou végane pour les chiens. Plusieurs d'entre elles mettent en avant des bénéfices concernant ce genre d'alimentation sur la santé et l'espérance de vie des chiens. Des biais sont cependant pointés concernant leurs résultats et une étude plus récente met en évidence que seuls les troubles oculaires les troubles gastro-intestinaux présentent une fréquence moins élevée chez les chiens ayant ce type d'alimentation. Si une alimentation sans protéine animale est théoriquement possible, les aliments végétariens ou véganes industriels du commerce ont une qualité variable et de nombreux d'entre eux présentent des nutriments en déficit ou bien en excès.

#### Alimentation sans céréale
L'alimentation sans céréale est devenue populaire dans les années 2000 grâce au marketing, lorsque l'idée reçue selon laquelle les céréales provoquent des allergies alimentaires et des problèmes de santé s'est développée. Les aliments sans céréales représentent 45 % du marché de l'alimentation canine aux États-Unis, et environ 25 % des chiens en France en consommeraient en 2020.
Cependant, une association entre alimentation sans céréale ou riche en légumineuses et apparition de cardiomyopathie dilatée chez les chiens est mise en évidence. Les mécanismes physiopathologiques ne sont pas encore connus.

## Impact écologique
L'empreinte carbone de l'alimentation d'un chien de dix kilos s'élève à 828 kg d'équivalent carbone pour une alimentation sèche (croquettes) contre 6 541 kg d'équivalent carbone pour une alimentation humide. Les rations ménagères ont un impact carbone intermédiaire.

## Marché de la nourriture pour chien

### France
Dans ce pays, vers 2020, les propriétaires de chiens, dépensaient en moyenne 800 euros/an pour nourrir leur chien (contre 500 pour un chat). 80 % des propriétaires d'animaux (chiens, chats) achètent de la nourriture industrielle, sous forme de pâtées ou plus souvent de croquettes (800 000 t/an en France chaque année). Il en existe des centaines de références.
Vers 2020, l'usine du groupe Royal Canin, créée 50 ans auparavant à Aimargues par le vétérinaire Jean Cathary, est acquise par le groupe Mars, qui se partage l'essentiel du marché avec le groupe Nestlé et le groupe Colgate. Elle produit 26 t/heure de croquettes, fournissant 15 % de la production française (et 2 500 t/jour dans le monde).
En mars 2012, le groupe suisse Nestlé (Purina) et les deux groupes américains Mars (Royal Canin) et Colgate-Palmolive (Hill's Pet Nutrition) ont été condamnés par l'Autorité de la concurrence française à une amende de 35,3 millions d'euros, pour « entente sur les prix » avec les grossistes (« durant cinq ans, de 2004 à 2008, Nestlé et Mars se sont entendus avec l'ensemble de leurs grossistes indépendants, à qui ils ont imposé des prix de revente »), et pour entrave à la concurrence « sur le marché des aliments secs destinés aux chiens et aux chats dans la distribution spécialisée : animaleries, jardineries, libres-services agricoles, magasins de bricolage, éleveurs d'animaux et vétérinaires ». L'amende a été répartie en 19 millions pour Nestlé, 11,6 millions pour Mars et 4,7 millions pour Colgate-Palmolive. Selon le journal Les Échos, Mars était récidiviste ; l'autorité de la concurrence a tenu compte des ressources financières des groupes (et de la récidive) pour fixer le montant des amendes, et une remise de peine de 18 % à 20 % a été offerte aux industriels « pour ne pas avoir contesté les griefs et s'être engagés à se conformer aux règles à l'avenir ».